# Diffraction d'électrons de haute énergie en incidence rasante
La diffraction des électrons de haute énergie en incidence rasante (reflection high energy electron diffraction en anglais ou RHEED) est une technique expérimentale permettant de déterminer la structure cristalline de la surface et de contrôler in situ l’évolution d’une surface durant la croissance. 

## Principe

Schéma de principe d'un dispositif de diffraction d'électrons de haute énergie en incidence rasante. À gauche le canon à électrons. Au centre l'échantillon sur son porte-échantillon. À droite le détecteur/capteur.

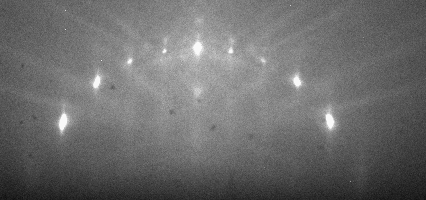
Figure de diffraction d'électrons de haute énergie en incidence rasante sur un plan (110) d'une surface « propre » de dioxyde de Titane (TiO_{2}). Les points brillants correspondent aux endroits où de nombreux électrons ont atteint le détecteur.

La géométrie du RHEED est relativement simple, elle est constituée d'un faisceau d’électrons, d’une énergie déterminée, dirigé sur la surface de l’échantillon avec un faible angle d’incidence afin de limiter la profondeur de pénétration des électrons et d’être sensible seulement aux premiers plans atomiques.
Les électrons diffractés par la surface sont détectés par un écran fluorescent perpendiculaire au plan de l’échantillon. L’analyse de la position des taches de diffraction peut se faire dans le cadre d’une théorie cinématique (diffusion élastique des électrons par la surface, pas de diffraction multiple). Pratiquement, les électrons arrivent sous une incidence de quelques degrés (1 à 4°). Les électrons diffractés font fluorescer un écran et le cliché peut ensuite être enregistré à
l’aide d’une caméra CCD. 
Les diagrammes de diffraction peuvent être prévus ou interprétés en déterminant l’intersection de la sphère d’Ewald et du réseau réciproque de la surface de l’échantillon, constitué de tiges perpendiculaires au plan diffractant.
Lorsqu’il y a une rugosité à la surface de l’échantillon, par exemple des îlots, la diffraction du faisceau incident ne s’effectue plus en réflexion, mais en transmission. La rugosité amène les électrons à traverser les îlots de matière et crée un diagramme de
taches.